# 制服

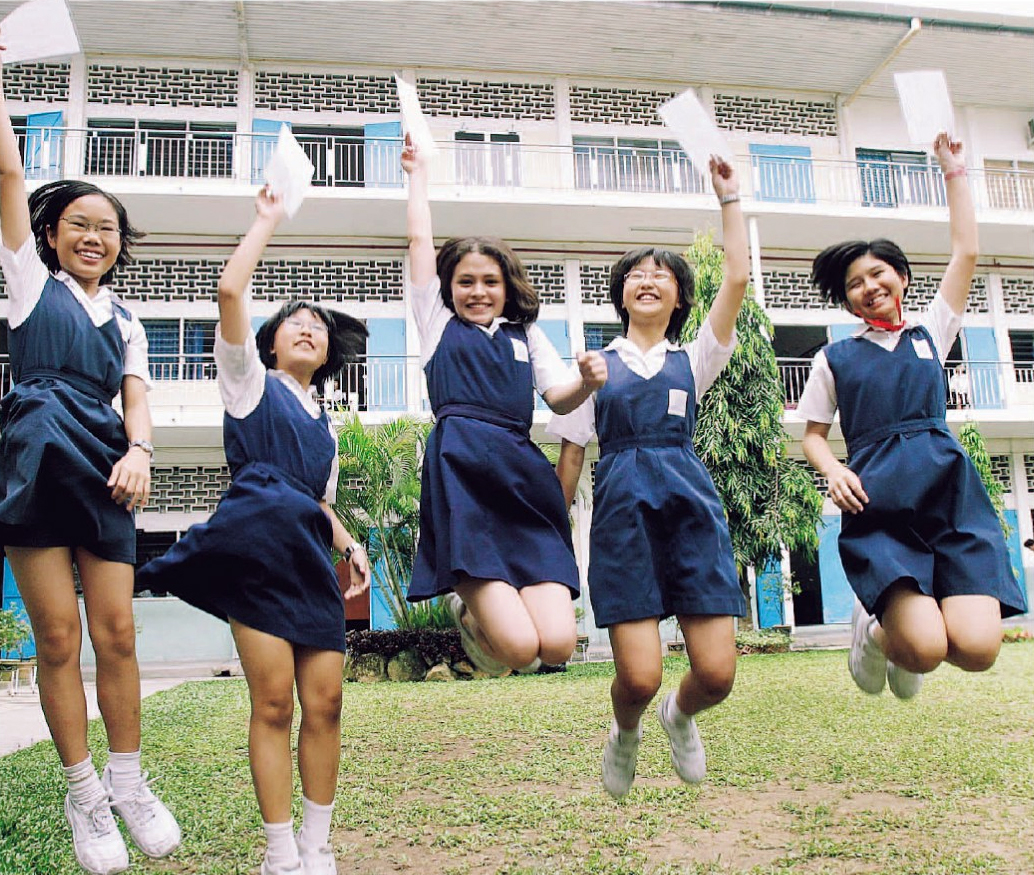
馬來西亞公立小學女生穿著制服

制服是指一群來自相同團體的人穿著著统一样式的服裝，用以辨識其正在做進行的共同事情，或者用來分別其職業或特別身份，例如：學生、警察和軍人等。制服也可以制定階級，例如：在香港，初級護士的制服是粉紅色，正式護士的制服是白色等。另外，制服是生活中角色扮演的道具，表示服從某種規章制度下的人的工作服裝，例如：囚犯服裝。
有些職業的制服是全世界統一樣式，例如民用航空飛機駕駛員的制服，一般为黑色，佩戴飞行标志和肩牌，并且在袖口处缝有代表级别的标志，戴大檐帽及海軍制服等等。
一些地方的學校，例如亞洲的一些國家，都要求學生穿著校服上學，一些地方甚至對學生的髮型有所規範，而對髮型的規範又稱為「髮禁」。盡管有些研究認為制服無助改善學生的課業和行為表現，但也有相當數量的研究顯示，引進學校制服有助改善學生整體的課業和行為表現。；比起沒有制服的學校，有制服的學校的老師所感受的校園幫派活動較少，反之比起有制服的學校，沒有制服的學校的學生有較高的自我知覺。

## 制服的起源
制服的源由可能是早期人類從事宗教活動時，神職人員為了表明自身身份，因此穿著統一制式的服裝。這樣的傳統保留至今，現在的神職人員依舊穿著能顯現特定身份的制服，甚至這些制服的樣式多樣，而且布料依循傳統，穿著時可能不方便，也可能不舒服。
在英王亨利五世時期，制服開始在英格蘭大量出現。當時的團體服被稱為「藍衫」，因為制服的上衣是藍色的。之所以將上衣製成藍色，是因為藍色最為便宜，能夠顯出學生的謙遜。第一間要求學生著團體制服的學校是基督醫院。1870年，初等教育法讓所有兒童都能夠接受免費小學教育。改革使得幾乎每間學校都有制服訂製。在這個時期，校服隨潮流變化，男孩在14,15歲前著短褲與外套，女孩主要是著女襯衫、束腰女襯衫或圍裙，到20世紀初時逐步發展為gymslip，上述校服樣式一直被採用至1950年代。1944年教育法的頒布使中學教育變為免費，亦將可離校年齡提升至15歲。這項改革使各學校的制服更加相近。有些學校要求學生在不同季節著不同制服。
在德國，十七、十八世紀，醫護或生理研究人員穿著白色掛衣。十九世紀初，因為國族觀念，開始讓兒童穿著水兵制服，這種類似軍裝形式的服飾後來流行到世界。
在現代一些國家，尤其是東亞、東北亞國家，至今皆有學生穿著制服的傳統規範；另一方面，一些歐美國家，尤其是德國自二戰戰敗後實行民主制度，學生除了特定活動穿著象徵團結的T恤外，並沒有制服形式；而在美國、英國、澳洲等英語系國家，仍有貴族式中小學穿著制服的習慣。然而英國甚至發展出獨特的童軍制度，以制服為本，輔以勳章、徽章，來呈現其身份或能力階級。

## 應用
在人類文明早期，各種職業已經開始在穿著上面起了制度以表明他們的身份，尤其是在宗教上。直到現在，許多宗教的神職人員依然穿著特定的服裝以表明自己的身份，例如佛教僧侶，東方的道教與神道，以及天主教會、正教會、聖公宗等基督教宗派。而制服的運用，也流行於部分國家的演藝圈；例如日本的偶像團體多有自己的團服，不只特別聘請服裝設計師製作，並且每隔一段時間便會推出新版團服（例如發行新單曲、換季等），因此制服也成為日本偶像團體的重要特色與象徵之一。
在近代，穿著各種職業制服的人經常是性幻想和萌的對象，因此許多色情影片中會有角色扮演情節，女性色情演員會扮演成為各種需要穿著制服的身份或者職業角色。
在欧洲人里，20世紀，德国人和制服的联系更为密切，大约在1900年前，德国小孩穿水兵服装，后来流行到世界。医生和生化研究人员开始穿白色大褂也是从德国17-18世纪时开始的，二战结束后，德国进行民主教育具有军事化色彩的制服在德国退居幕后。英国澳大利亚美国等中学生有统一校服，德国中学就没有，仅仅在一些文化科学活动时，派发廉价简易的文化杉。今天在欧洲的兒童組織，例如源於英國的童军仍有穿著制服的制度。
而現代亦有把制服融入時裝的例子， 如Chanel把水手的海軍制服化成當代的時裝設計等。

## 參看
- 着装守则
- cosplay
- 水手服
- 校服
- 軍裝
- 髮禁